# Национальный географический институт Франции
Национальный географический институт Франции (фр. Institut Géographique National, IGN) — государственное учреждение, задачей которого является производство, хранение и распространение географической информации для Франции. Является правопреемником Географической службы армии (Service Géographique de l’Armée), ликвидированной в 1940 году.
Подготовкой будущих специалистов для Национального географического института занимается Национальная школа географических наук в Шан-сюр-Марне. Из 14 специальностей этого учебного 3 направлены на подготовку будущих сотрудников Национального географического института: топограф, картограф, инженер. Обучение продолжается 3 года.
Национальный географический институт связан с 4 исследовательскими институтами, над которыми он осуществляет контроль. Институт публикует множество топографических и физических карт. Он владеет большим собранием старых карт (карты Кассини XVII—XVIII века, генеральные карты XIX века). Карты, выполненные в технике глубокой печати, хранятся в оригинальных кожаных чехлах.
Одной из задач института является картографирование территории Франции в масштабе 1:25.000. Для этой цели самолёты института фотографируют страну, что позволяет производить географические карты при помощи фотограмметрии. В распоряжении института имеется более 4 самолётов, расположенных на аэродроме Крея, аэрофотосъёмки проводят каждые 5 лет.
С 1921 года за сохранность аэрофотоснимков института и его предшественника отвечает Национальная фототека (Phototèque Nationale).
Национальный географический институт предоставляет своим общественным и частным клиентам географические базы данных, которые целиком или частично базируются на географических информационных системах.
- Автомобиль для проведения измерений
- Архив карт института
- Самолёты института
- Репер, установленный институтом